# Ruta Estatal de California 269
La Ruta Estatal de California 269, abreviada SR 269 (en inglés: California State Route 269) es una carretera estatal estadounidense ubicada en el estado de California. La carretera inicia en el Sur desde la SR 33     en Avenal en sentido Norte hasta finalizar en la SR 145     cerca de Kerman. La carretera tiene una longitud de 48,3 km (30 mi).

## Mantenimiento
Al igual que las autopistas interestatales, y las rutas federales y el resto de carreteras estatales, la Ruta Estatal de California 269 es administrada y mantenida por el Departamento de Transporte de California por sus siglas en inglés Caltrans.